# Branko Jelić
Branko Jelić (* 5. Mai 1977 in Banja Luka, Jugoslawien) ist ein ehemaliger serbischer Fußballspieler. 

## Karriere
Jelić spielte von 2000 bis 2003 beim serbischen Hauptstadtklub Roter Stern Belgrad, zur Saison 2003/04 schloss er sich dem FK Vojvodina Novi Sad an. In der Winterpause wechselte der Stürmer in die neu gegründete Chinese Super League zu Beijing Hyundai. 2005 wurde er mit 21 Saisontoren Torschützenkönig der höchsten chinesischen Spielklasse und zudem „Spieler des Jahres“ in China. Für die Saison 2006 wechselte der Stürmer zum Liganeuling Xiamen Lanshi. Nach einem achten Platz in der ersten Spielzeit stieg der Klub 2007 als 15. wieder aus der Chinese Super League ab.
Jelić unterschrieb daraufhin Ende Dezember 2007 einen Vertrag bis Juni 2010 bei Energie Cottbus und wechselte zum 1. Januar 2008 ablösefrei zum deutschen Bundesligisten. 
Am 15. März 2008 dem 24. Spieltag der Saison 2007/08, schoss er beim sensationellen 2:0-Heimsieg des damaligen Tabellenletzten Cottbus gegen den souveränen Tabellenführer FC Bayern München beide Tore. Es war die zweite und zugleich letzte Saisonniederlage der Bayern, während Cottbus durch den ersten Sieg des Jahres einen wichtigen Schritt zum Klassenerhalt machte. 
Anfang Mai 2009 ließ er seinen Vertrag bei Cottbus zum Saisonende auflösen, um seine Karriere in Australien, der Heimat seiner Ehefrau, beenden zu können. Er fand mit dem australischen Profiklub Perth Glory einen neuen Verein, bei dem er einen Drei-Jahres-Vertrag unterzeichnete.
Am 1. Juni 2011 beendete er seine Karriere als Fußballspieler.